# Bosque mixto montano de los Apeninos meridionales
El bosque mixto montano de los Apeninos meridionales es una ecorregión de la ecozona paleártica, definida por WWF, que se extiende por las montañas del sur de Italia.

## Descripción
Es un bosque mixto de montaña tipo mediterráneo que ocupa 13.100 kilómetros cuadrados en los Apeninos meridionales y en las montañas de Sicilia

## Endemismos
La musaraña siciliana (Crocidura sicula) es endémica de las montañas de Sicilia. La ecorregión alberga también varios anfibios e rettiles endémicos (Zamenis lineatus, Podarcis waglerianus, Emys trinacris, Bufotes siculus, Discoglossus pictus).

## Estado de conservación
Vulnerable. Aunque la cobertura vegetal se conserva en buen estado, las políticas forestales y ganaderas inadecuadas están provocando su degradación.